# 伊藤律
伊藤律（1913年6月27日—1989年8月7日），日本政治运动家、共产主义者，曾担任日本共产党政治局委员。

## 早年
出生在日本岐阜县土岐郡土岐村市原（今瑞浪市）。年幼的时候被认为是神童，在旧制岐阜县立惠那中学校（今岐阜县立惠那高等学校）修完四年生之后，在1930年跨级进入第一高等学校（今东京大学教养学部）学习。1931年加入共产青年同盟和国际反帝反战同盟东京委员会印刷局，对遭遇特别高等警察（特高）打击而毁灭的共产青年同盟在一高的组织进行重建。然而被当局得知，于1932年9月被迫转入地下活动，其本人也在12月被学校开除。
伊藤负责东京城西地区大学的共产青年同盟组织的活动。在东京商科大学（今一桥大学）发生「籠城事件」后，共产青年同盟规模扩展到60人。1933年2月被特高破获，东京商大的组织遭破坏。同月，伊藤律成为共产青年同盟的中央事务局长，并于3月13日正式加入日本共产党。5月16日被检举揭发，关押在大崎警察署。伊藤律入党是由三船留吉和今井藤一郎推荐的，此二人是特高在党内的特务，伊藤被捕就是由三船留吉告发的。他被移送到市谷刑务所、丰多摩刑务所，1934年12月25日预审结束，获得保释。1935年4月16日，东京地方裁判所认定伊藤律有罪，判处惩役2年、执行犹予3年。
判决之后，伊藤律在亲族的帮助下来到大阪府的堺市，成为三菱矿业系列堺化学工业工厂的临时雇员。1936年2月加入东京帝国大学经济学部助教授土屋乔雄的研究室，协助研究日本农业经济史。同年7月结婚。秋，他与一高的同期同学长谷川浩一拍即合，翌年8月与长谷川浩着手重建日本共产党。两人采用人民陣線的战术，不在街头活动，而是以工厂为中心进行活动。
由于在土屋乔雄的研究室工作过，伊藤律对农业研究颇有造诣，1938年，伊藤律到全国购买组合东京支所任职，开展全国的农村调查。1939年8月加入南满洲铁道，在此期间结识了尾崎秀实。同年11月11日被人告发而再次被捕，不久被释放。
1941年，尾崎秀实因为理查·佐尔格间谍案而被捕，伊藤律也被捕入狱。1942年12月，东京地方裁判所一审判决伊藤律惩役4年，二审改判3年。

## 戰後
伊藤律被关押在巢鸭监狱，1945年8月26日获得假释出狱。日本战败投降后，驻日盟军总司令下令释放所有政治犯，日本共产党以此契机再度活跃。伊藤律对农民运动颇有研究，将其研究状况报告给书记长德田球一，得到德田的赏识，成为德田的重要助手。
1950年，日共受到共产党和工人党情报局的批判，因而分裂为所感派（亲中国派）和国际派（亲苏联派）两个派系。伊藤律是所感派的重要人物，对以宫本显治为首的国际派进行大量批判。不久，驻日盟军总司令部进行赤色清洗，日共的党员都被开除了公职并追捕，德田球一、野坂参三、西泽隆二等所感派重要领导人相继流亡中国，成立北京机关，指挥日本的革命。在日本国内的共产党，则由志田重男、椎野悦朗、伊藤律三人共同领导。

## 前往中國大陸及被囚
1951年，日共第五回全国协议会上，伊藤律主张的武装斗争路线被采纳。同年乘坐“人民舰队”的渔船渡过日本海，于11月秘密来到北京，于德田球一的北京机关会合。在中国期间，伊藤律为自己取了“顾青”这个中文名字。翌年5月1日，伊藤律秘密筹建了地下电台“自由日本放送”，以此来指挥日本的武装革命斗争。
当时，日共的北京机关领导层发生了分歧，野坂参三和西泽隆二主张向国际派妥协，与德田球一对立。伊藤律支持德田球一。1952年，德田球一身体状况恶化，9月底被送入医院，意识不清醒。12月24日，北京机关突然召开紧急干部会议，还邀请中共中央对外联络部的副部长李初梨到场。会议上，野坂参三宣称根据政治局掌握的证据，伊藤律是间谍和叛徒，依据“斯大林的指示”，将伊藤律隔离审查，并已征得中共中央的同意。会议不给伊藤律任何申辩的余地，随后将其送往北京城北的第七招待所进行隔离审查。1953年9月15日，主导北京机关的野坂参三和西泽隆二在《赤旗报》上刊登中央委员声明，宣称伊藤律是间谍，决定将其开除党籍。12月20日，野坂参三和西泽隆二向伊藤律通报了开除其党籍的决定以及德田球一的死讯。伊藤律表示拒绝承认罪名和不接受这项处分决定，随即被转移到北京城郊的监狱关押。1955年，日共干部袴田里见来到北京再度要求他认罪，但仍被拒绝。1958年日共第7回党大会上，再度确认开除伊藤律党籍。1959年，野坂参三率日共代表团访问中国之际，伊藤向中共提出与野坂会面的要求，但遭拒绝。
1960年，秦城监狱建成，伊藤律被移送秦城监狱关押，其编号为3号。他基本隔绝了与外界的联系，只能与监狱看守、护士和偶尔前来探视的中联部干部接触。他只能通过每天阅读《人民日报》来获知外界的局势。他被日共遗忘，野坂参三等人对外宣称他已经死了，整個日本社会也接受了這一點，甚至他的妻子也认为他死了。文化大革命期间，他的生活受到冲击，身患眼疾、耳疾、肾功能不全等多种疾病。1970年，日本公安调查厅曾到中国搜集与他相关的情报。

## 獲釋
日共中央以隔离审查为名，将伊藤律长期放置监狱中不闻不问。1979年，中联部领导乔石认为如此做法不合适，考虑其病情应予立即释放。10月26日，中联部向伊藤律宣读了这个决定，并要求伊藤律获释后不要在媒体前抛头露面。12月，伊藤律进入医院治疗。翌年3月出院之后，他于6月向妻子写信。1980年8月25日，中联部以中国红十字会的名义召开新闻发布会，证实伊藤律仍活着并已获释的消息，但对关押期间的详情却不愿透露。9月3日，伊藤律在次子的陪伴下，乘坐飞机回到东京。他遭到日本政府的逮捕，依据《出入国管理及难民认定法》起诉。该法律在1951年10月4日、在同年11月1日起正式施行。伊藤是在11月1日前偷偷离开日本的，因此未被起诉。他的归国在日本引起轩然大波，大量记者前去采访，希望得到日共的内幕消息，但他对媒体保持沉默。野坂参三在9月19日于《赤旗报》发表声明，声称在1953年对伊藤律除名之后已将其全权交予中共处理，与日共再无任何关系。
回国后，伊藤律口述《狱中27年记录》（獄中27年の記録）一书，由小松雄一郎记录。他深居简出，除了协助编写《德田球一全集》之外，他还撰写了《伊藤律回想录》。1989年8月7日，因为肾不全，在东京南多摩病院病逝，时年76岁。当时正是中华人民共和国民主运动的蓬勃期，刚刚经历过六四天安门事件。伊藤律在死前4天，曾对前来探望的人表示自己对中国民主运动的见解。